# Suwak irański
Suwak irański (Meriones vinogradovi) – gatunek ssaka z podrodziny myszoskoczków (Gerbillinae) w obrębie rodziny myszowatych (Muridae), występujący na Bliskim Wschodzie.

## Zasięg występowania
Suwak irański występuje w północnej Syrii, Turcji (wschodnia Anatolia), Armenii, południowo-zachodnim Azerbejdżanie i północno-zachodnim Iranie; granice w Mezopotamii są nieustalone. Badania przeprowadzone w 1957 roku wskazywały, że jest pospolity w Syrii i Nachiczewańskiej Republice Autonomicznej, natomiast rzadko znajdowano osobniki z tureckiej populacji.

## Taksonomia
Gatunek po raz pierwszy zgodnie z zasadami nazewnictwa binominalnego opisał w 1931 roku rosyjski zoolog Władimir Heptner nadając mu nazwę Meriones vinogradovi. Holotyp pochodził z Tebriz, w Azerbejdżanie Wschodnim, w Iranie. 
Geometryczna analiza morfometryczna czaszek przeprowadzona w 2013 roku odróżniła M. vinogradovi od M. tristrami. Autorzy Illustrated Checklist of the Mammals of the World uznają ten takson za gatunek monotypowy.

### Etymologia
- Meriones: według Theodore Palmera nazwa pochodzi od gr. μηρος mēros „biodro, udo”[8]; natomiast Ephraim Nissan uważa, że nazwa pochodzi od Merionesa (gr. Μηριoνης Meriones), kreteńskiego wojownika z mitologii greckiej[9].
- vinogradovi: Boris Stiepanowicz Winogradow (1891–1958), rosyjski zoolog[10].

## Morfologia
Długość ciała (bez ogona) 140–170 mm, długość ogona 130–170 mm, długość ucha 19–22 mm, długość tylnej stopy 31–39 mm; masa ciała 100–200 g. 

## Biologia
Suwak irański zamieszkuje półpustynie, nagie szczyty gór i pustkowia. Gryzoń ten prowadzi stadny tryb życia, kopie nory; zimą i wiosną jest aktywny w dzień, latem częściej po zmroku. Żywi się nasionami i trawami. Samice dojrzewają płciowo w wieku trzech miesięcy, w ciągu roku mogą wydać na świat do pięciu miotów. Ciąża trwa 21–23 dni, w niewoli rodzi się zwykle 7–8 młodych.

## Populacja
Gatunek ten zamieszkuje dość duże terytorium, w tym wiele obszarów chronionych. Nie wiadomo, czy istnieją zagrożenia mogące mieć wpływ na liczebność populacji tego gatunku, ani jaki jest trend w zmianach liczebności populacji. Obecnie jest klasyfikowany jako gatunek najmniejszej troski.